# Teslond
Саша Теслонд (настоящее имя — Александр Попов; род. 19 апреля 2004, Калининград) — российский блогер и контент-создатель, известен видеороликами на YouTube и TikTok, посвящёнными уходу за кожей, эмоциональным переживаниям подростков и жизни за границей.

## Биография
Родился 19 апреля 2004 года в Калининграде. В раннем детстве жил с бабушкой (с 3 до 10 лет); родители развелись, когда ему было три года.

## Начало деятельности и тематика контента
Начал вести блог ещё в школе, рассказывая о буллинге, подростковых комплексах, уходе за кожей и эмоциональном здоровье. Его контент отличается откровенностью и честностью.

## Аудитория и соцсети
На YouTube-канале Теслонда по состоянию на август 2025 года — свыше 348 000 подписчиков.  Он также активен в Instagram, Telegram и ВКонтакте, регулярно взаимодействуя с подписчиками и публикуя анонсы.

## Освещение в СМИ
Саша Теслонд стал героем нескольких публикаций в независимых источниках:
- В **Gazeta.ru** подробно описали его расходы во Франции и возвращение в Россию, а также упомянули узаконивание отношений с блогершей Лизой Барашек.[2]
- Издание **Lenta.ru** цитирует Сашу о потере ощущения стабильности между двумя странами.[3]
- На **CSN-TV** представлены данные о его расходах (600–700 тыс. ₽ в месяц) и стоимости обучения во Франции (около 700 тыс. ₽).[4]
- Биографический очерк на **Hypepage.ru** описывает его путь от Калининграда, первые шаги в блогинге, буллинг в школе и отношения с Лизой Барашек.[5]
- Интервью на **Mel.fm** раскрывает тему эмоционального здоровья, опыта лечения акне и честности контента; упомянуто, что аудитория превышает 500 000 подписчиков.[6]
- В **Flacon Magazine** опубликовано развернутое интервью о косметическом интересе, переезде в Париж и семейной жизни.[7]

## Жизнь во Франции и возвращение
В сентябре 2022 года переехал в Париж для обучения, но спустя год вернулся в Москву из-за эмоциональной и физической нагрузки жизни на два дома. В интервью признался, что во Франции жилищные расходы, рестораны и концерты обходились ему в 600–700 тыс. ₽ в месяц, а за обучение он заплатил около 700 тыс. ₽.

## Личная жизнь
С 2021 года состоит в отношениях с блогершей Лизой Барашек; 14 сентября 2023 года пара официально оформила отношения.

## Внешние ссылки
- Канал на YouTube
- Instagram
- Telegram
- ВКонтакте

Категория:Российские блогеры